# Pandolfo V di Capua
Pandolfo V di Capua (... – Roma, post 1027) fu conte di Teano e principe di Capua dal 1022 al 1026.

## Biografia
Non è certo, anche se appare probabile, che fosse legato alla dinastia regnante di Capua.
Fu posto sul trono di Capua da Pellegrino, Arcivescovo di Colonia, che aveva espugnato la città e deposto Pandolfo IV, che era stato imprigionato in Germania dall'imperatore Enrico II.
Il suo successore Corrado II rilasciò Pandolfo IV nel 1024, su richiesta di Guaimario III di Salerno.
Guaimario e Pandolfo subito assediarono Capua, con l'aiuto del mercenario Normanno Rainulfo Drengot. Nel 1025, il catapano bizantino Basilio Boioannes, che fino ad allora era stato impegnato nell'organizzazione di una spedizione in Sicilia, si unì a loro con grandi forze. La città cadde nel 1026, dopo 18 mesi d'assedio, Basilio negoziò la resa di Pandolfo V cui garantì un salvacondotto per Napoli.
Nel 1027, Pandolfo IV, di nuovo al potere, assediò Sergio IV di Napoli, che aveva offerto asilo a Pandolfo di Teano; la città cadde e Sergio si nascose mentre Pandolfo V fuggì a Roma, dove morì qualche anno dopo.